# Epic Drama
Epic Drama – europejska stacja telewizyjna, emitująca seriale kostiumowe i historyczne, wystartowała 14 grudnia 2017 roku i należy do Viasat World.
Kanał poświęcony jest różnego rodzaju produkcjom kostiumowym. W ramówce znajdują się seriale historyczne takie jak Prawdziwa historia rodu Borgiów czy Dynastia Tudorów; komediowe - Sędzia Drumbeat czy Świat według Kiepskich; romantyczne - Pierwsza miłość czy M jak miłość; dramatyczne – Rozpustnice czy Klondike; polityczne – Szpiedzy z Waszyngtonu czy Prezydencki poker oraz kryminalne – Ślad czy Zagadki kryminalne panny Fisher. Epic Drama od 14 grudnia mogą obejrzeć abonenci Cyfrowego Polsatu (obecnie Polsat Box) od pakietu Familijny Max HD. Od 1 stycznia 2018 stacja też jest dostępna w pakiecie Film HD. Od 1 stycznia 2018 jest także dostępna w Platforma Canal+ i Orange TV. 
Stacja jest dostępna także w Multimedia Polska.

## Seriale
- Agenci NCIS
- Detektyw Murdoch
- Dynastia Tudorów
- Endeavour: Sprawy młodego Morse’a
- Katarzyna
- Klondike
- Panna Scarlet i komisarz
- Poldark – Wichry losu
- Prawdziwa historia rodu Borgiów
- Projekt Błękitna Księga
- Rasputin
- Rozpustnice
- Sprawy Frankie Drake
- Szpiedzy z Waszyngtonu
- Zagadki kryminalne panny Fisher
- Zaraza